# Dundrum Castle (Dún Laoghaire-Rathdown)
Dundrum Castle (irisch Caisleán Dhún Droma, dt. „Burg der Fort der Hügelkette“) ist eine Burgruine in Dundrum, einem Vorort der irischen Hauptstadt Dublin.

## Geschichte
Als die Anglo-Normannen 1169 in Irland ankamen, wurde eine Reihe von Festungen in der Gegend von Dublin gebaut. In Dundrum entstand etwa im 13. Jahrhundert eine Burg als Teil eines äußeren Festungsrings. Um 1590 ließ Richard FitzWilliam eine neuere Burg als Teil einer strategischen Festungslinie im Pale bauen.
Rund um die Burg, die als ländlicher Außenposten gegen die Angriffe und Raubzüge irischer Stämme und Familien, wie den O’Tooles und den O’Byrnes, angesehen wurde, bildete sich das ursprüngliche Dorf Dundrum. 1619 erhielt ein Verwandter, William FitzWilliam, 3. Viscount FitzWilliam, die Burg als Anerkennung für seine Tapferkeit und Courage im Kampf gegen diese Angriffe, wurde aber 1642 wieder hinausgeworfen. Er kehrte 1646 zurück, verließ die Burg aber 1653 wieder und kehrte niemals wieder zurück. Seine Familie hielt den Sitz der FitzWilliams noch bis 1790. Die Burg war danach nie wieder bewohnt und ist heute eine Ruine an der Umgehungsstraße von Dundrum an der Stelle, an der sich das neue Einkaufszentrum befindet.
Ausgrabungen im Jahre 1989 förderten grün glasierte Tongefäße, die „Leinster Ware“ genannt werden, Austern- und Herzmuschelschalen, Tierknochen und Tonscherben aus Saintongue in Frankreich zutage, vermutlich von Krügen, in denen Wein gelagert wurde.
Die Ankunft von Richard FitzWilliam und der Bau der Burg sorgte für einen wirtschaftlichen Aufstieg der Region. Das Dorf Dundrum war für seine „Manor Mill“ bekannt, in der Korn zu Mehl vermahlen wurde. Ein Wasserfall wurde auch für eine Papiermühle und ein Eisenwerk genutzt.